# Życiorek brązowy
Życiorek brązowy (Hemerobius pini) – europejski gatunek sieciarki (Neuroptera) z rodziny życiorkowatych (Hemerobiidae), związany ze środowiskiem leśnym, a dokładniej, z lasami iglastymi. Jest pospolitym gatunkiem występującym na całym kontynencie. W Europie Środkowej występuje w górach. W Polsce jest gatunkiem licznym. Rozpiętość jego skrzydeł wynosi od 13 do 17 mm. Larwy żywią się mszycami, czerwcami i roztoczami. Na terenie Europy Środkowej imagines pojawiają się od połowy kwietnia do września, na Półwyspie Skandynawskim od maja do października. Polują w koronach drzew na drobne owady. Typowym siedliskiem tego gatunku są sosny (Pinus).